# Formazione di Yngwie Malmsteen

## Formazione attuale
- Yngwie J. Malmsteen (Chitarra)
- Tim "Ripper" Owens (Voce)
- Michael Troy (Tastiere)
- Bjorn Englen (Basso)
- Patrick Johansson (Batteria)

## Ex componenti

### Cantanti
- Jeff Scott Soto
- Mark Boals
- Joe Lynn Turner
- Göran Edman
- Mike Vescera
- Mats Levén
- Jørn Lande
- Doogie White

### Tastieristi
- Jens Johansson
- Mats Olausson
- David Rosenthal
- Joakim Svalberg
- Derek Sherinian

### Bassisti
- Marcel Jacob
- Randy Coven
- Bob Daisley
- Barry Dunaway
- Svante Henrysson
- Barry Sparks
- Wally Voss
- Rudy Sarzo
- Mick Cervino

### Batteristi
- Barriemore Barlow
- Anders Johansson
- Michael Von Knorring
- Pete Barnacle
- Bo Werner
- Mike Terrana
- Shane Gaalaas
- Tommy Aldridge
- Cozy Powell
- Jonas Ostman
- John Macaluso
- P.J. Zampa